# Laban (Milchprodukt)
Laban (arabisch لبن, DMG Laban) ist ein mit Joghurt vergleichbares arabisches Sauermilchprodukt, das aus der Milch von Kühen, Kamelen, Schafen und Ziegen hergestellt wird. Es ist ein wichtiger Teil der vorderasiatischen Ernährung. Vor allem auf der arabischen Halbinsel, im Irak, in Syrien, Jordanien,  dem Libanon, Ägypten, Israel und in den Palästinensergebieten ist Laban im Gegensatz zu frischer Milch sehr beliebt. Vor allem bei den Beduinen ist Laban sehr verbreitet.

## Herstellung
Laban lässt sich in etwa drei bis vier Stunden mit ein paar Löffeln bereits fertigem Laban oder Naturjoghurt erzeugen. Man rührt das Laban in lauwarme Milch (35° bis 40°) ein und hält diese dann temperiert, während die im Ansatz enthaltenen Säuerungskulturen sich vermehren und durch milchsaure Gärung die gesamte Milchmenge säuern.

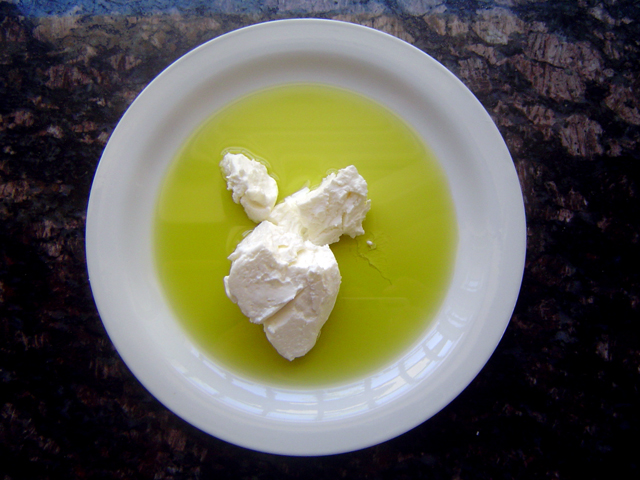
Labaneh mit Olivenöl

Laban wird im arabischen Raum zur Zubereitung verschiedener Mahlzeiten verwendet. Es kann direkt als Zugabe zu verschiedenen Mezze und Speisen genutzt werden sowie verrührt mit anderen Zutaten als Soße gereicht werden. In der entwässerten Variante, dem Labaneh oder Labneh, der eine feste, frischkäseähnliche Konsistenz hat, wird er ebenfalls als Mezze, zum Beispiel in Form von kleinen in Olivenöl eingelegten Bällchen (Labaneh Makbus), serviert.

## Bedeutung
In weiten Teilen der arabischen Welt ist Laban das am weitesten verbreitete Milchprodukt. Es wird meist ohne weitere Zubereitung verzehrt. Laban mit Schokoladengeschmack konnte sich im Gegensatz zu Zubereitungen mit Früchten auf dem Markt nicht durchsetzen. Laban aus Milchpulver wird erfolgreich vermarktet.

## Belege
1. 1 2 3  
Fadi Alauwad: Hayati – Syrische Heimatküche. 1. Auflage, Edition Michael Fischer, Igling 2017; S. 18. ISBN 978-3-86355-837-6.
2. ↑  
Bettina Matthaei, Mohamad Salameh: Mezze – Die Welt der arabischen Vorspeisen. 3. Auflage, Gräfe & Unzer, München 2014; S. 57. ISBN 978-3-8338-3606-0.
3. ↑  
Barbara Lutterbeck, Jürgen Christ: Orient – Küche und Kultur. 8. Auflage, Gräfe & Unzer, München 2012; S. 131. ISBN 978-3-7742-2790-3.